# Barleria clinopodium
Barleria clinopodium är en akantusväxtart som beskrevs av Adriano Fiori. Barleria clinopodium ingår i släktet Barleria och familjen akantusväxter. Inga underarter finns listade i Catalogue of Life.